# Gonialoe variegata
Gonialoe variegata, és una espècie de planta amb flor de la família de les asfodelàcies (Asphodelaceae), subfamília de les asfodelòidies (Asphodeloideae). És una suculenta perennifòlia autòctona de Sud-àfrica i Namíbia. És comú en el cultiu.

## Descripció
Les plantes creixen al voltant dels 20 a 30 cm, entre 18 a 24 fulles disposades en tres rangs. Les fulles noves apareixen individualment al llarg del temps des del centre de la planta, aplanant les fulles més velles i empenyent-les cap a l'exterior de forma espiral. Cada fulla té un ric color verd amb franges irregulars de color verd clar formades per taques ovalades amalgamades, lleugerament elevades, i dentades fines de color clar semblants al llarg de cada vora. En les plantes madures, les fulles exteriors i, per tant, més antigues, fan entre 10 i 15 cm de llargada i aproximadament entre 3 i 6 cm d'amplada a la base. Depenent del trauma, l'espai, la disponibilitat d'aigua o fins i tot la vellesa, les fulles exteriors moriran, es tornaran daurades i es marciran.
Les plantes arriben a la maduresa en tres a set anys, de nou depenent en gran manera de l'espai, la llum solar i l'aigua disponible, moment en el qual començaran a enviar raïms de flors. Les flors es desenvolupen en un raïm al cap del raïm i estan espaiades pel seu ràpid creixement.

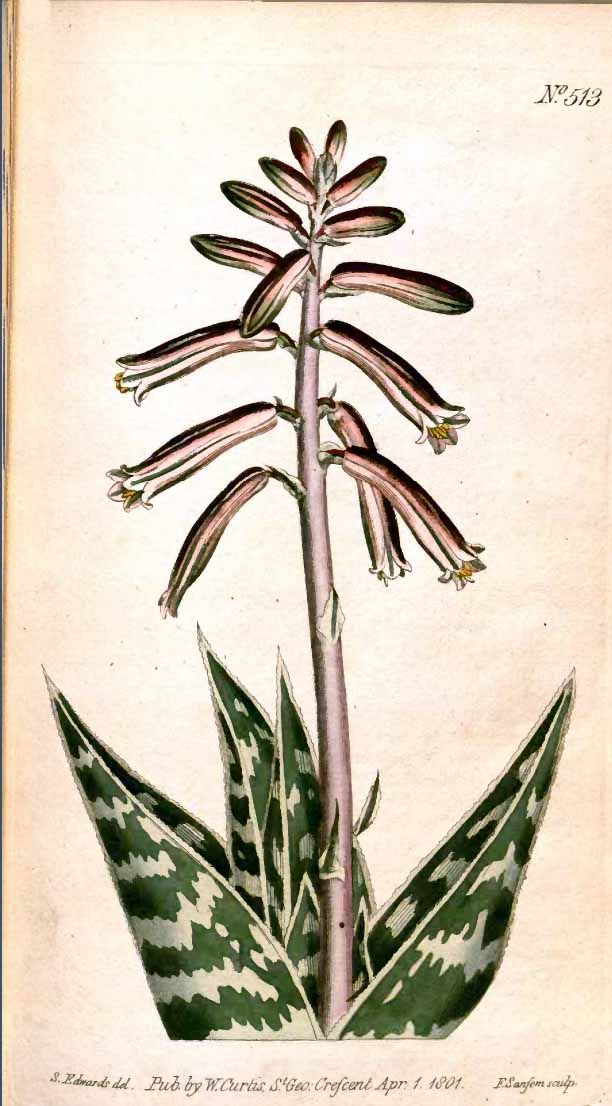
Placa de 1801 que representa Gonialoe variegata

Les flors són de color taronja, disposades en un raïm d'uns 20 a 30 cm d'alçada. En el seu hàbitat natural al sud d'Àfrica, les flors es produeixen de juliol a setembre, i es formen fàcilment fillols.

## Distribució i hàbitat
Gonialoe variegata és originària de les regions àries o semiàrides del Karoo de l'Àfrica Austral. Es troba a la part sud de Namíbia (Namaqualand). A Sud-àfrica, es troba a les zones seques del Cap Occidental, Cap Oriental, Cap Septentrional i l'Estat lliure. Generalment creix en terrenys rocosos i afloraments on poden créixer entre còdols, però també poden créixer en sòls amb un fort drenatge, com els sòls sorrencs on els sòls són generalment derivats de quarsita-gresos, granits, lutites, dolerites o esquists. Normalment es troba en grups, a l'abric de l'ombra parcial entre matolls baixos del karoo al refugi semiombrejat de les escletxes de les roques o dels arbustos, que proporcionen una certa protecció contra el sol. La vegetació associada és predominantment el Namaqualand i el Karoo suculent.
Aquesta espècie predomina a les zones de pluja hivernal. Al nord, a mesura que el clima canvia gradualment a un de pluja estival, aquesta espècie és substituïda per la seva espècie germana Gonialoe sladeniana (a la regió de precipitacions intermèdies) que, a continuació, deixa pas a Gonialoe dinteri a les zones de pluja estiuenca de l'extrem nord de Namíbia.

## Cultiu
A les regions temperades es pot cultivar a l'aire lliure durant els mesos d'estiu. Tanmateix, no tolera el fred per sota dels 5 °C ni les condicions humides i requereix la protecció del vidre a l'hivern. En el cultiu, al Regne Unit, aquesta planta va guanyar el Premi al mèrit del jardí de la Royal Horticultural Society el 1993.

## Història
El primer registre d'aquesta espècie va ser un relat al diari de Simon van der Stel (el primer governador del Cap), quan va viatjar el 1685 a Namaqualand, al Cap Nord. A més, aquesta va ser una de les espècies cultivades al jardí de la Companyia Neerlandesa de les Índies Orientals a Ciutat del Cap, el 1695.

## Ecologia
Atès que les flors d'Aloe solen ser de color vermellós, les suimangues se senten atretes per elles pel nèctar que produeixen i probablement són els principals pol·linitzadors de la planta. Altres criatures que visiten les flors solen ser insectes com abelles, vespes, escarabats i formigues.

## Taxonomia
Antigament, G. variegata formava part de la sèrie Serrulatae d'espècies d'Àloe molt relacionades, juntament amb Aloe dinteri i Aloe sladeniana. Estudis filogenètics recents han demostrat que aquestes tres espècies constitueixen possiblement un gènere completament separat, amb el nom de Gonialoe. Tot i que aquesta espècie té un aspecte bastant similar a les seves dues espècies germanes, es pot distingir fàcilment d'aquestes per la seva inflorescència més curta i intensa amb flors rosades més grans.
Gonialoe variegata va ser descrita per (L.) Boatwr. & J.C.Manning i publicat a Syst. Bot. 39: 69 a l'any 2014.
Etimologia
Gonialoe: és una paraula composta per gori- derivada del grec antic γόνος "descendent" i aloe derivada del grec antic αλοη, que segurament el pren de l'àrab alloeh o de l'hebreu halal, que significa "substància amarga i brillant".
variegata: epítet llatí que significa "fer o ser diferents colors, variegada".
Sinonímia
- Aloe variegata L., Sp. Pl.: 321 (1753). (Basiònim/sinònim substituït)
- Tulista variegata (L.) G.D.Rowley, Alsterworthia Int. 14(2): 22 (2014).[10]